# Glycinereceptor

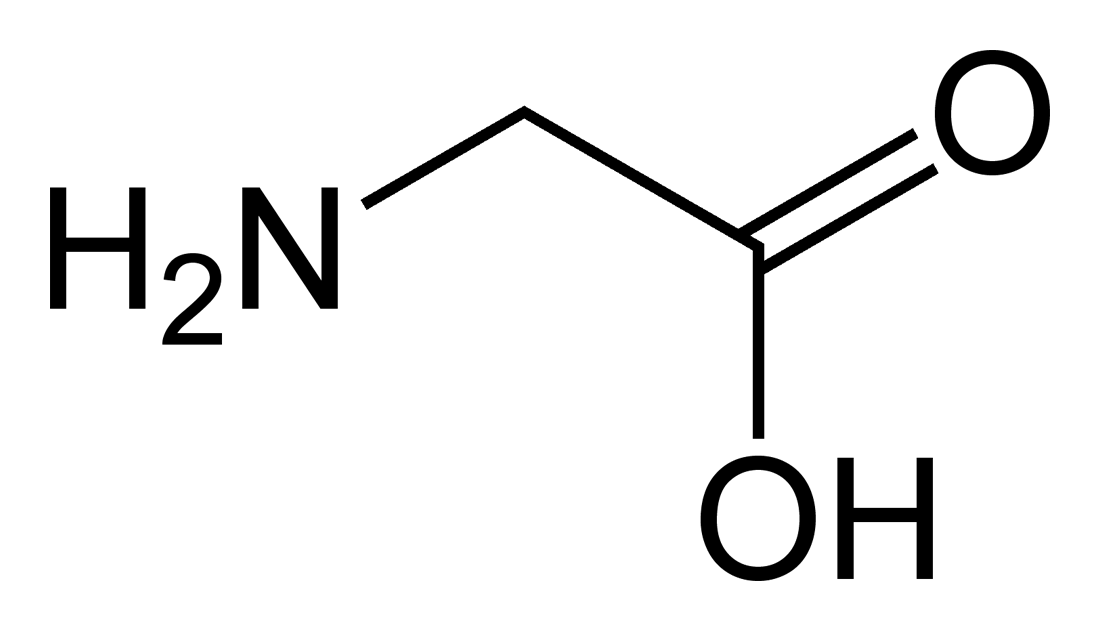
Glycine

De glycinereceptor (meestal afgekort tot GLR of GlyR) is een receptor voor het aminozuur én neurotransmitter glycine.  De receptor komt algemeen voor in de bilateria, tweezijdig symmetrische dieren.  Het is een van de meest voorkomende remmende receptoren in het centrale zenuwstelsel, met name in het ruggenmerg en de hersenstam.  In een groot aantal fysiologische processen speelt deze receptor een rol.  Behalve in het centrale zenuwstelsel wordt de receptor ook aangetroffen in sperma en macrofagen.
GLR is een ionotrope receptor die zijn werking uitoefent door de instroom van chloride-ionen in een (zenuw)cel mogelijk te maken.  De instroom van negatief geladen chloride-ionen neutraliseert de ladingverandering die het gevolg is van de instroom van positieve natrium-ionen als een activerende neurotransmitter een postsynaptisch signaal probeert op te roepen.
De GLR kan worden geactiveerd door een breed scale aan eenvoudige aminozuren zoals glycine, β-alanine en, hoewel niet door elke wetenschapper als aminozuur erkend, taurine.  De GLR wordt selectief geblokkeerd door strychnine. Cafeïne is een competatieve antagonist van GLR.
Gephyrin komt vaak voor in combinatie met GLR bij inhibitoire synapsen,  waarbij de aanwezigheid op die plekken van GABAA-receptor bij een aantal neuronen in de hippocampus opvallend is.  Anderzijds is de relatie ook niet dwingend: in een aantal aan de rugzijde gelegen ganglia ontbreken de GlyR α1-subunit en zijn anker-eiwit gephyrin hoewel de GABAA-receptor wel aanwezig is.

## Ruimtelijk verdeling van subunits
Strychnine-gevoelige GLRs vormen een familie van ionotrope receptoren. Receptoren in deze groep worden gevormd door een groep van vijf subunits, gerangschikt rond een centrale opening.  Elke subunit bestaat uit vier α-helices, met een transmembraanfunctie.  Momenteel (oktober 2017) zijn er vier isovormen van de α-subunit (α1-4) bekend die een rol spelen in het binden van de liganden (GLRA1, GLRA2, GLRA3, GLRA4) naast een enkele β-subunit (GLRB).
Als werkzame vorm van de receptor van GLR wordt op het moment het heteromeer α1β beschouwd, opgebouwd uit drie α1 subunits en twee β subunits
  of vier α1 subunits in combinatie met 1 β subunit.

## Glycinereceptor en ziektes
Verstoring van de aanwezigheid van GLR op het oppervlak van zenuwcellen (GLR wordt wel aangemaakt maar niet correct op het celoppervlak ingebouwd of de wel aanwezige GLRs zijn niet in staat de noodzakelijke chloride-instroom tot stand te brengen) leidt tot de zeldzame neurologisch conditie hyperekplexia: op zich genomen niet bedreigende signalen (licht, geluid) leiden tot schrikreacties, gevolgd door een spierverstijving wat tot ongecontroleerd vallen aanleiding geeft. Chronische blessures ten gevolge van de ongecontroleerde valpartijen zijn een duidelijk symptoom van de ziekte. Een mutatie in het voor GLRA1 coderende gen is verantwoordelijk voor een aantal gevallen van het stiff person syndrome.

## Liganden - stoffen waarop de receptor reageert

### Agonist
De gevoeligheid van de receptor voor verschillende agonisten varieert: glycine ≫ β-alanine > taurine ≫ alanine, L-serine > proline).
- β-Alanine
- D-Alanine
- D-Serine
- Glycine
- L-Alanine
- L-Proline
- L-Serine
- Milacemide
- Quisqualamine
- Sarcosine
- Taurine
- Hypotaurine

### PAM (Positief agonistische modulator)
- Ethanol

### Antagonisten
- Bicuculline
- Brucine
- Cafeïne
- Picrotoxine
- Strychnine
- Tutine